# Per Dich
Per Frederik Schiemann Dich (født 4. april 1926 i København, død 7. december 1994) var en dansk folkesanger, guitarist, forfatter, journalist og politiker. Efter at have afsluttet sin studentereksamen arbejdede Per Dich i en periode som bl.a. havnearbejder, land- og skovarbejder, bryggeriarbejder og som kullemper og tallerkenvasker, inden han blev konservatorieuddannet i violinspil.
Per Dich medvirkede på flere pladeudgivelser, ligesom han også indspillede under eget navn. Hans vel nok mest kendte udgivelse er singlen Kapitalismen, (Sådan er kapitalismen), fra 1966. Som politisk bevidst sanger, var Per Dich med til, som en del af ungdomsoprøret, at gøre op med den traditionelle schlagermusik for i stedet at definere folkemusikken og protestsangen i Danmark, og han har sammen med bl.a. Trille, Cæsar og Poul Dissing haft stor betydning for den danske musiks selvforståelse.
I 1971 optrådte Per Dich på Roskilde Festivalen.

## Den politiske sanger
I Per Dichs barndomshjem kom en del af datidens flygtninge, hvilket tidligt vakte hans politiske interesse. Til ungdomsbladet Vi Unge fortalte han i juni 1966: "Hjemme sang og spillede mine forældre for de flygtninge, vi havde boende, og det blev hurtigt lettere for mig at synge det, jeg ville have frem end at sige det", og han fortsatte: "Jeg vil lære folk at sætte spørgsmålstegn bag al ting". 
Fra 1955 til ca. 1958 var Per Dich vikar i folkeskolen. Han underviste som vikar i det der dengang hed "mellemskolen" på Bryggervangens Skole (Østerbro ved siden af Kildevældsparken).
Fra dannelsen af Socialistisk Folkeparti i 1959 var Per Dich journalist ved SF-bladet, og han var i en periode ved Minavisen, der senere fortsatte som Socialistisk Dagblad. Per Dich var medlem af folketinget fra 1971 til 1973 for Socialistisk Folkeparti, hvor han i egenskab af partiets politiske ordfører i 1972 var en stærk fortaler for indførslen af fri abort, og fremførte op til vedtagelsen af lovforlaget at: "Enhver kan fortsat handle efter sine egne moralske og etiske normer, men lovforslaget tilsigter at give kvinden frihed til at træffe den beslutning og frihed til at tage dette ansvar". 
Per Dich var medlem af EF-Parlamentet fra 1. januar 1973  til 18. december 1973, hvorefter Jens Maigaard overtog posten. Per Dich tilsluttede sig Gruppen af Kommunister og Beslægtede i parlamentet.

## Debattøren Per Dich
Per Dich har deltaget i den kulturelle debat, og har her bl.a. forsvaret den udvikling folkemusikken har haft i Danmark. Da Leif Varmark i 1981 kritiserede folkemusikken for at være mandsdomineret og alt for præget af elektriske instrumenter og de udøvende kunstnerne for ikke at kende folkemusikkens regler og normer, forsvarede Per Dich udviklingen i en kronik i dagbladet Information den 26. marts 1981:
"Selvom Varmark andetsteds udtrykker sin glæde over, at hundredevis af unge går i gang med at lære og udnytte dansk folkemusik – må konsekvensen af denne kommissionær-indstilling være, at han må vælge et andet folk- For de tusinder af unge, som spiller, lytter og danser til den musik, som laves af dem, Varmark kalder "nye unge spillefolk" – (NB! ikke spillemænd) – føler at det er deres musik. Men de er altså ikke folket. (...) Hvor finder man aktuelt i dagens Danmark en mere socialt og kulturelt undertrykt gruppe end netop de unge? Og især da de unge i byerne." 
Skønt Per Dich havde stor indflydelse på den danske musikscene, var det dog ikke al ny dansk musik, han brød sig lige meget om. Da Steppeulvene i 1967 udsendte debutalbummet Hip, skrev han i den anledning i Aktuelt, at det var "pjattet hash-romantik". 

## Udgivelser

### Egne udgivelser
LP'er:
- 1966 – Surt og sødt (LP)
- 1967 – Per Dich (LP)

Singler:
- 1965 – Jeg kan se en ny dag/Jeg en and (single)
- 1966 – Kapitalismen/Pæne æsker (single)
- 1969 – Det faldt mig aldrig ind/Brændevin (single)
- 1971 – Sidste tog/Søndag eftermiddag (single)

### Sammen med andre kunstnere
- 1968 – Ungdom hjælper Grønlands unge – med The Baronets, Teenmakers, Clan, Marianne Themsen, Money Makers, Povl Dissing, Beefeaters, Defenders, Harlem Kiddies, Flemming Arleth, Someones og Cæsar (LP)
- 1967 – Lille Trine Trille og tigrene – med Cæsar, Povl Dissing, Maia og Trille (LP)
- 1966 – En aften i Vise Vers Huset – med Povl Dissing, Trille, Réné, Helmuth Jendal, Poeten og Cæsar (LP)
- 1966 – En aften i Folklorry – med Poeten, Helmuth Jendal, Cæsar, Trille, Réné og Povl Dissing (LP)
- 1965 – En aften i Folkeklubben – med Cæsar og Poul Dissing (LP)
- 1967 – Jeg havde engang en båd/Visen om bomben – med Maia (single)

### Litterære arbejder
- 1968 – Hørespillet "Love Story", som han opførte sammen med bl.a. Carl Ottosen, Keld Markuslund og Sam Besekow m.fl. [7]
- 1960 – Dansk oversættelse af Bertolt Brechts bog "En tysk mors sang"